# アルバロ・デ・メンダーニャ・デ・ネイラ
アルバロ・デ・メンダーニャ・デ・ネイラ（Álvaro de Mendaña de Neira、1542年10月1日 - 1595年10月18日）は、16世紀に活動したスペイン人の探検家。財宝を求めた航海を通じ、西洋人として初めて南太平洋のソロモン諸島及びエリス諸島などに到達した。

## 概要
- コンゴスト生まれ。経緯は不詳だが、スペインの植民地になっていた南米のペルーに渡る。後に叔父が、ペルーの高官（副王）になることから、金銭的に恵まれた一族であったものと考えられる。
- 1567年、現地のインディオに伝わる黄金伝説を信じ、私兵を募り、南太平洋へ乗り出した。ソロモン諸島の各島に上陸を試みるものの、次々と原住民の猛反撃に遭い撤退、財宝を入手する目的を達することなく、翌年、ペルーへ帰還する。
- 1595年、入植を目的に再び同諸島を訪れるものの、原住民の反発や乗組員の離反などに遭い、目的は達せられないまま寄港したサンタクルーズ諸島にて死去した。その途中で、1595年7月、西洋人として初めてマルケサス諸島(仏語・マルキーズ諸島）を訪れ、ペルー副王婦人（「侯爵夫人」=Marquesa）に因んで諸島を名付けた。

## メンダーニャの死後のソロモン諸島
2度にわたる渡航により、黄金伝説が崩れ去ったこと、近代社会から見て凶暴な原住民（当時はカニバリズムも存在したと伝えられる）の様子が各国に伝わったことから、メンダーニャの没後、積極的にソロモン諸島に乗り出す者は絶えた。18世紀に入り、ようやくフランス人のルイ・アントワーヌ・ド・ブーガンヴィル、イギリス人のジェームズ・クックらによって再探検された後、最終的にはイギリス領に組み込まれた。